# Гуабируба
Гуабируба (порт. Guabiruba)  —  муниципалитет в Бразилии, входит в штат Санта-Катарина. Составная часть мезорегиона Вали-ду-Итажаи. Входит в экономико-статистический  микрорегион Блуменау. Население составляет 15 246 человек на 2006 год. Занимает площадь 173,591 км². Плотность населения — 87,8 чел./км².

## История
Город основан 10 июня 1962 года.

## Статистика
- Валовой внутренний продукт на 2003 составляет 107.412.865,00 реалов (данные: Бразильский институт географии и статистики).
- Валовой внутренний продукт на душу населения на 2003 составляет 7.561,62 реалов (данные: Бразильский институт географии и статистики).
- Индекс развития человеческого потенциала на 2000 составляет 0,829 (данные: Программа развития ООН).